# Anthia pulcherrima
Anthia pulcherrima is een keversoort uit de familie van de loopkevers (Carabidae). De wetenschappelijke naam van de soort is voor het eerst geldig gepubliceerd in 1888 door Henry Walter Bates.